# Irène Stecyk
 (juillet 2009).
Si vous disposez d'ouvrages ou d'articles de référence ou si vous connaissez des sites web de qualité traitant du thème abordé ici, merci de compléter l'article en donnant les références utiles à sa vérifiabilité et en les liant à la section « Notes et références ».
Pour les articles homonymes, voir Stecyk.
Irène Stecyk (née le 27 juillet 1937 à Liège) est une écrivaine et poète belge. Elle est née d'un père ukrainien et d'une mère belge. 
Irène Stecyk possède un univers romanesque exceptionnellement riche, où la passion et la sensibilité se mêlent à l'Histoire. Son œuvre a été couronnée de plusieurs prix. 

## Biographie
Elle a été bibliothécaire et secrétaire de l'écrivain Alexis Curvers. Cette tâche, accomplie pendant plusieurs années, a fortifié son propre désir d'écrire. 
Jeune, elle a publié à Paris un recueil de vers, Les Monstres Sympathiques, qui s'apparente aux Fleurs du mal. 
C'est dans le roman qu'elle trouve sa voie avec Une petite femme aux yeux bleus (prix Victor-Rossel, 1972), adapté pour la télévision belge par Teff Ehrat. Ensuite ont suivi Mazeppa, prince d'Ukraine (prix Jeanne Boujassy de la Société des gens de lettres de France et prix quinquennal du roman historique en Belgique); Perle morte et La Balzac (prix du Parlement de la Communauté Française de Belgique). Son dernier roman, La Fille de Pierre, est paru en 2001 à La Renaissance du livre.
Irène Stecyk a assuré l'édition posthume du Poète Inconnu, recueil de poèmes de son mari Yves Lebon, décédé en 2003.